# Capanna Alpe Sponda
La capanna Alpe Sponda è un rifugio alpino situato a 2000 m s.l.m. nella valle di Chironico (frazione di Faido) sul versante sud-ovest del Pizzo Forno, nella catena delle Alpi Lepontine, in Canton Ticino (Svizzera).

## Storia
Il primo edificio fu inaugurato nel 1948, ma venne distrutto da una valanga nel 1975; in seguito la capanna venne ricostruita e di nuovo inaugurata nel 1977.

## Caratteristiche e informazioni
Costruzione in pietra disposta su tre piani: consta di due refettori, sono a disposizione due piani di cottura, uno a legna e uno a gas, completi di utensili di cucina. I 52 posti letto sono suddivisi in 4 camerate, con doppi servizi interni con essiccatoio. La terrazza esterna ha tavoli e fontana.

## Traversate
- Capanna del Campo Tencia 3,30 ore

## Ascensioni
- Pizzo Barone